# 加茂川かもめ・ちどり
加茂川かもめ・ちどり（かもがわかもめ・ちどり）は、戦後期の漫才師（音曲姉妹漫才）。

## 概要
てんのじ村の興行師兼漫才師、河内家目玉の娘。1940年長女みどりと次女ちどりでコンビを結成したが（ちどりの当時の芸名は大和つた子）、みどりが亡くなり、1957年次女と三女で戦後「加茂川かもめ・ちどり」を結成。
かもめがギター、ちどりがアコーディオンを持った音曲漫才。ちどりのアコーディオンは横山ホットブラザーズ創始者の横山東六から手ほどきされた。
あまり売れず、道頓堀角座に出たりする機会も少なかった。主に吉本の出番に出ていた。かもめの出産でコンビ解消。ともにすでに死去している。

## メンバー
- 加茂川かもめ（本名:寺下清子、1932年3月25日[1] - ?年[注釈 1]9月16日[3]）

娘は北島三郎の弟子の演歌歌手の山口ひろみ。
- 加茂川ちどり（本名:乾つた子、1929年 - 2007年3月25日[4]）

夫は若井けんじであったが後に離婚。